# Hayley McFarland
Hayley McFarland (Edmond, 29 marzo 1991) è un'attrice, cantante e ballerina statunitense.

## Biografia
Hayley McFarland è cresciuta ad Edmond, in Oklahoma e da piccola è apparsa in diverse produzioni teatrali: Titanic, Fiddler on The Roof e The sound of music.
Ha interpretato alcuni ruoli televisivi e cinematografici, apparendo in alcune serie televisive come Una mamma per amica, E.R. e Criminal Minds e film come Ring Around the Rosie e An American Crime. Uno dei suoi ruoli principali è stato quello di Emily Lightman nella serie Lie to Me.

## Filmografia

### Cinema
- Dark Memories - Ricordi terrificanti (Ring Around the Rosie), regia di Rubi Zack (2006)
- L'evocazione - The Conjuring (The Conjuring), regia di James Wan (2013)

### Televisione
- Una mamma per amica (Gilmore Girls) - serie TV, episodi 6x18 - 6x20 (2007)
- An American Crime, regia di Tommy O'Haver - film TV (2007)
- E.R. - Medici in prima linea (ER) - serie TV, episodio 14x01 (2007)
- Criminal Minds - serie TV, episodio 3x12 (2008)
- Pushing Daisies - serie TV, episodio 2x02 (2008)
- 24 - serie TV, episodio 7x01 (2009)
- Senza traccia (Without a Trace) - serie TV, episodio 7x12 (2009)
- United States of Tara - serie TV, episodi 1x02-1x03-1x10 (2009)
- Medium - serie TV, episodio 6x07 (2009)
- Lie to Me - serie TV, 40 episodi (2009-2011)
- Law & Order - Unità vittime speciali (Law & Order: Special Victims Unit), serie TV, episodio 12x24 (2011)
- Mad Men - serie TV, episodio 5x03 (2012)
- Sons of Anarchy - serie TV, 11 episodi (2013-2014)
- Grey's Anatomy - serie TV, episodio 10x14 (2014)
- The Rookie – serie TV, episodio 6x06 (2024)
- 1923 – serie TV, episodi 2x04-2x05 (2025)

## Doppiatrici italiane
Nelle versioni in italiano delle opere in cui ha recitato, Hayley McFarland è stata doppiata da:
- Elena Liberati in Lie to Me, Sons of Anarchy
- Giulia Franceschetti in Mad Men, Tracker
- Giulia Tarquini in Criminal Minds
- Francesca Manicone in Law & Order: Unità vittime speciali
- Emanuela Ionica ne L'evocazione - The Conjuring